# Kondrac
Kondrac (Duits: Kondratz) is een Tsjechische gemeente in de regio Midden-Bohemen en maakt deel uit van het district Benešov.
Kondrac telt 527 inwoners (2024).

## Geografie
De gemeente Kondrac bestaat uit de volgende plaatsen:
- Kondrac;
- Dub;
- Krasovice.

De Částrovickýbeek loopt door het dorp, al is deze drooggevallen. De beek mondt uit in het Machlovmeer.

## Geschiedenis
De eerste schriftelijke vermelding van Kondrac dateert van 1318, maar het dorp is al ouder, want de Sint-Bartholomeüskerk stamt uit de twaalfde eeuw. Er word toentertijd zilver en goud gewonnen in de omgeving van het dorp.
Kondrac heeft in de loop der eeuwen verschillende eigenaren gehad; vanaf het begin van de 17e eeuw behoorde het uitsluitend toe aan de heren van de heerlijkheid Vlašim. In Kondrac was in die tijd een fort, ongeveer ter hoogte van het huidige huisnummer 37. Toen Kryštof Skuhrovský ze Skuhrova het dorp in 1550 kocht, was de vesting reeds verlaten. In 1735 was de vesting nog slechts een ruïne; de stenen ervan werden door arbeiders gebruikt voor reparatie van de kerk. Tijdens de Dertigjarige Oorlog werd Kondrac flink getroffen: zo'n 18 jaar later - in 1665 - waren er nog 18 bewoonde en 13 verlaten hoeven.
Sinds 1960 maakt Kondrac deel uit van het district Benešov.

## Verkeer en vervoer

### Autowegen
De regionale weg II/125 loopt naar het dorp en verbindt Kondrac met Kolín, Vlašim, Louňovice pod Blaníkem en Mladá Vožice. 

### Spoorlijnen
Er is geen station in de gemeente. Het dichtstbijzijnde station is in Vlašim, op zo'n 4,5 kilometer afstand. Dat station ligt aan de spoorlijn Benešov - Trhový Štěpánov.

### Buslijnen
Er zijn zes bushaltes in de gemeente:
| Halte                       | Lijn(en)        | Traject(en)                                                           | Vervoerder(s)                         |
| --------------------------- | --------------- | --------------------------------------------------------------------- | ------------------------------------- |
| Kondrac, Kondrac            | 458 550 854     | Vlašim - Mladá Vožice Vlašim - Votice Vlašim - Placov                 | CŠAD Benešov                          |
| Kondrac, Dub                | 458 854         | Vlašim - Mladá Vožice Vlašim - Placov                                 | CŠAD Benešov CŠAD Benešov             |
| Kondrac, Krasovice, rozchod | 458 854         | Vlašim - Mladá Vožice Vlašim - Placov                                 | CŠAD Benešov CŠAD Benešov             |
| Kondrac, Ovčiny             | 453 458 758 854 | Tábor - Vlašim Vlašim - Mladá Vožice Vlašim - Benešov Vlašim - Placov | COMETT PLUS CŠAD Benešov CŠAD Benešov |
| Kondrac, Předměstí          | 458 550 854     | Vlašim - Mladá Vožice Vlašim - Votice Vlašim - Placov                 | CŠAD Benešov CŠAD Benešov             |
| Kondrac, Vítův Mlýn         | 453 758         | Tábor - Vlašim Vlašim - Benešov                                       | COMETT PLUS CŠAD Benešov              |

### Fietsroutes
De volgende fietsroutes lopen door de gemeente:
- 101 Český Šternberk - Vlašim - Louňovice pod Blaníkem;
- 8163 Louňovice pod Blaníkem - Veliš - Kondrac;
- 8164 Kondrac - Vracovice - Křížov.

### Wandelroutes
De rode wandelroute Vlašim - Velký Blaník - Louňovice pod Blaníkem loopt door de gemeente.

## Bezienswaardigheden

### Sint-Bartholomeüskerk
De Sint-Bartholomeüskerk op het dorpsplein is enkele eeuwen oud en werd oorspronkelijk in Romaanse stijl gebouwd. Geschat wordt dat de kerk van na 1200 dateert. Uit die periode resteren nog het schip en twee ronde torentjes boven de gevel. Rond 1380 werd een gotisch koor met sacristie aangebouwd. Tijdens de Hussietenoorlogen raakte de kerk ernstig in verval; pas in 1735 werd begonnen aan een restauratie. De oorspronkelijke stijl verdween tijdens de werkzaamheden, onder meer door uitbouw van de hoofdingang, vergroting van de ramen en de toevoeging van een barokke oksaal. Later werd tussen de torens een houten klokkentoren gebouwd.
In 1918 sloeg de bliksem in, waarna de kerk afbrandde. Dit kwam doordat de klok in de klokkentoren in de brand vloog en bij zijn val de klokkenstoel doorboorde, waarna het houten plafond naar beneden kwam zetten en op het barokke gewelf van de Romaanse tribune op de begane grond terechtkwam. Sporen van de brand zijn nog zichtbaar op de binnenste pilaren in het middengedeelte van de tribune op de verdieping. Na de reparatie werd de klokkentoren niet herbouwd. Tussen 1972 en 1983 werden verdere reparaties uitgevoerd.
Het huidige barokke altaar en de preekstoel zijn afkomstig uit de Sint-Johannes de Doperkerk van het onder water gezette dorp Dolní Kralovice. Op de tribune en de muren van het schip bevinden zich restanten van Romaanse muurschilderingen over de legende van een onbekende heilige. Aan de zuidzijde, onder de orgeltribune, is een Romaans gebeeldhouwd portaaltje met ornamentale versiering ('diamantwerk') bewaard gebleven.

### Parochiemuseum
Het parochiemuseum werd in 2010 geopend en is het enige museum in zijn soort in Tsjechië. Het complex bestaat uit de Sint-Bartholomeüskerk, een voormalig mortuarium en enkele bijgebouwen. In het museum wordt het authentieke interieur van de pastorie getoond zoals dat tijdens de wisseling van de 19e en 20e eeuw was. In het hoofdgebouw bevindt zich tevens een ambachtelijke werkplaats waar men kaarsen kan maken, papier kan vervaardigen of afbeeldingen van heiligen kan drukken. Bij de pastorie ligt een kruidentuin, bestaande uit planten die een symbolische kerkelijke betekenis hebben, en een schapenweide.

## Galerij

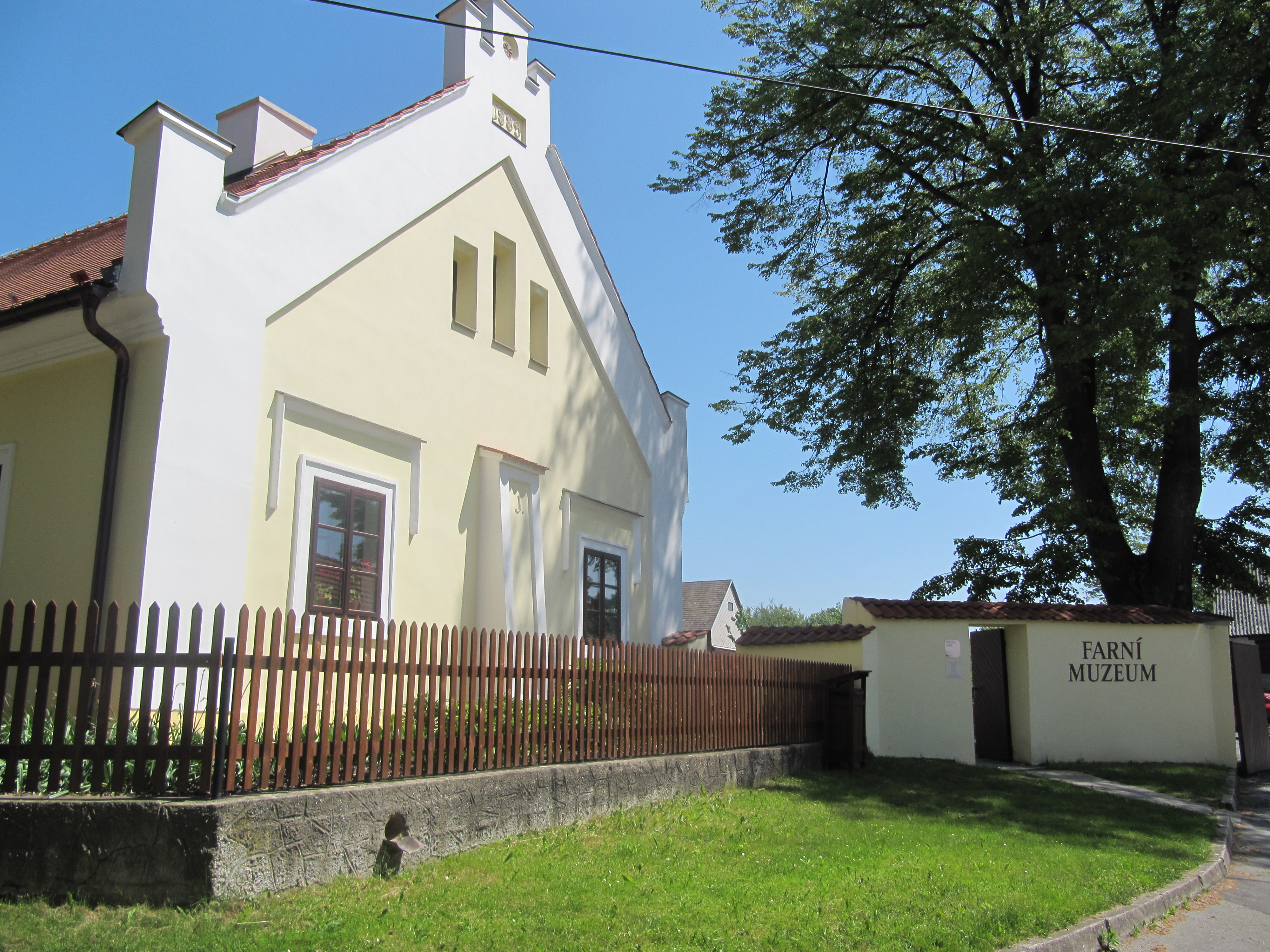
Parochiemuseum (2012)
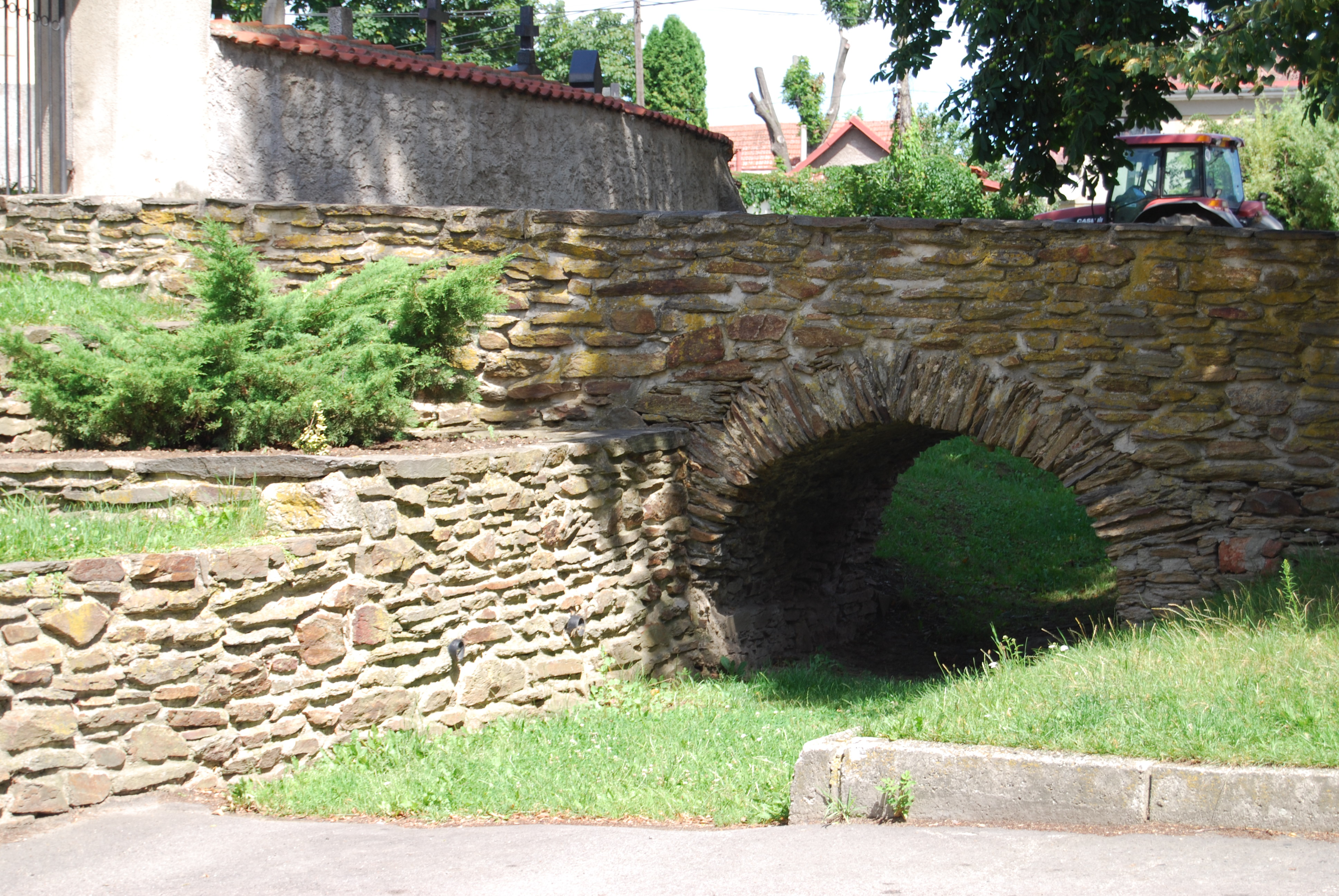
Oude brug in het dorp (2012)
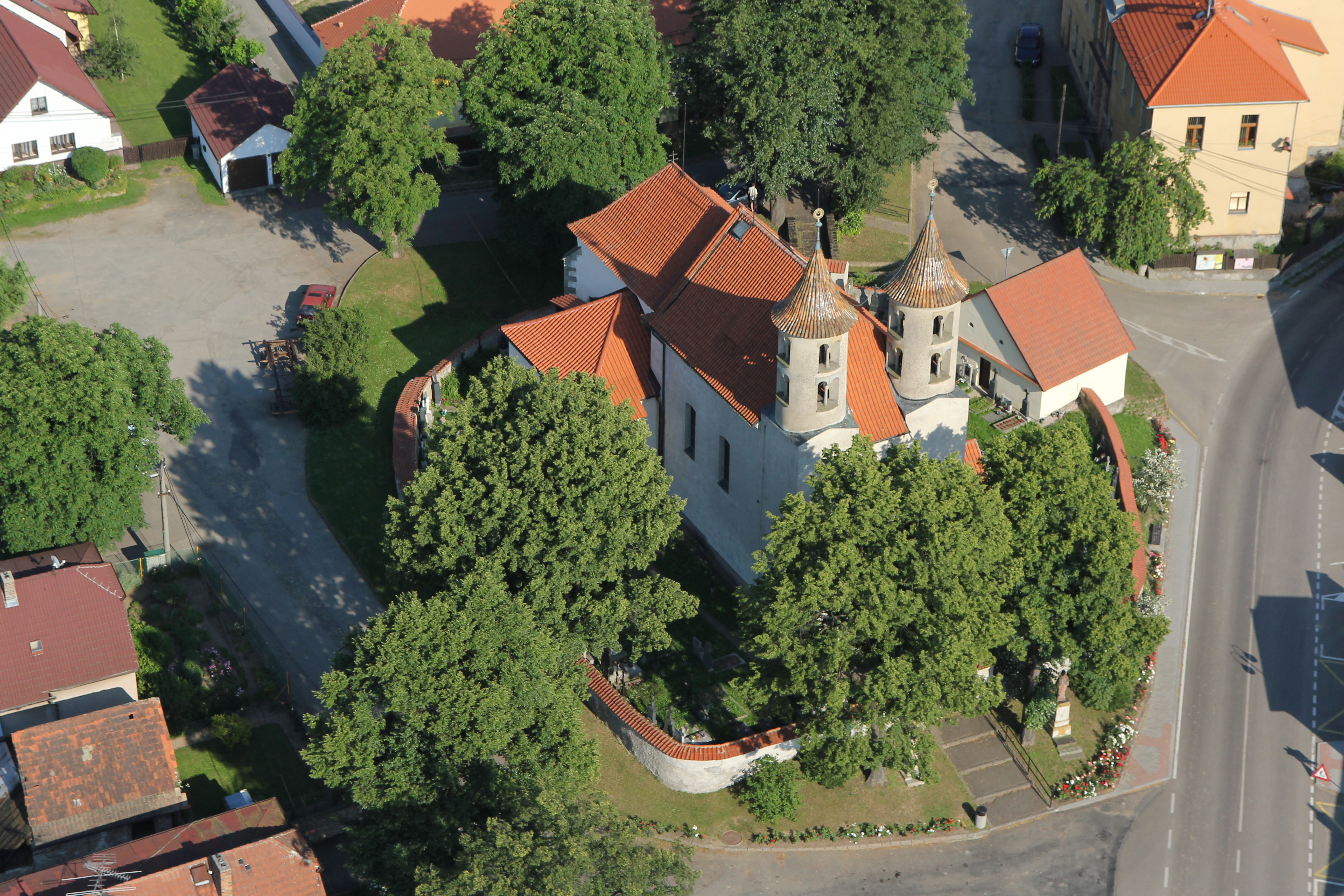
Sint-Bartholomeüskerk (bovenaanzicht - 2010)
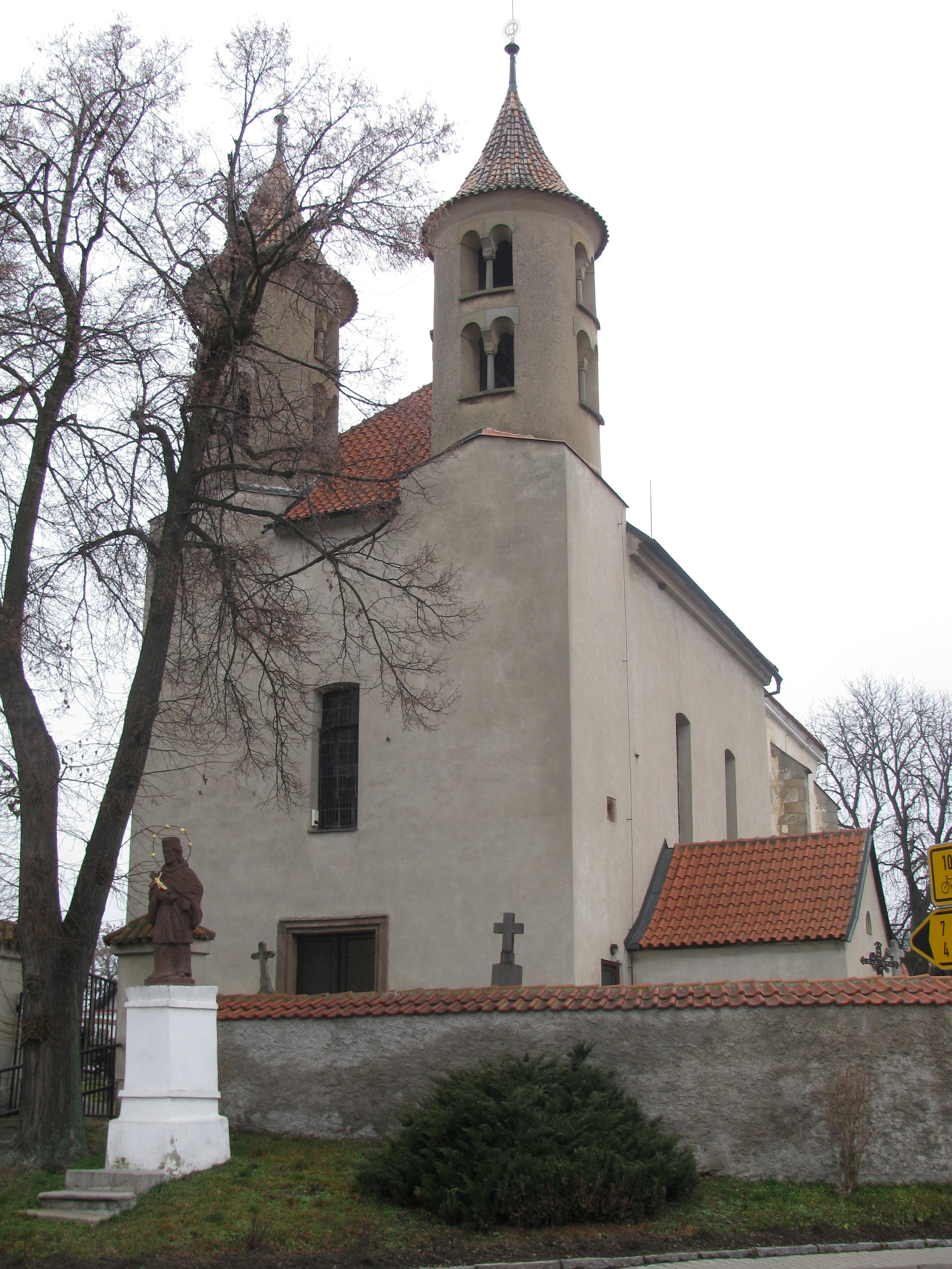
Sint-Bartholomeüskerk (vooraanzicht - 2013)
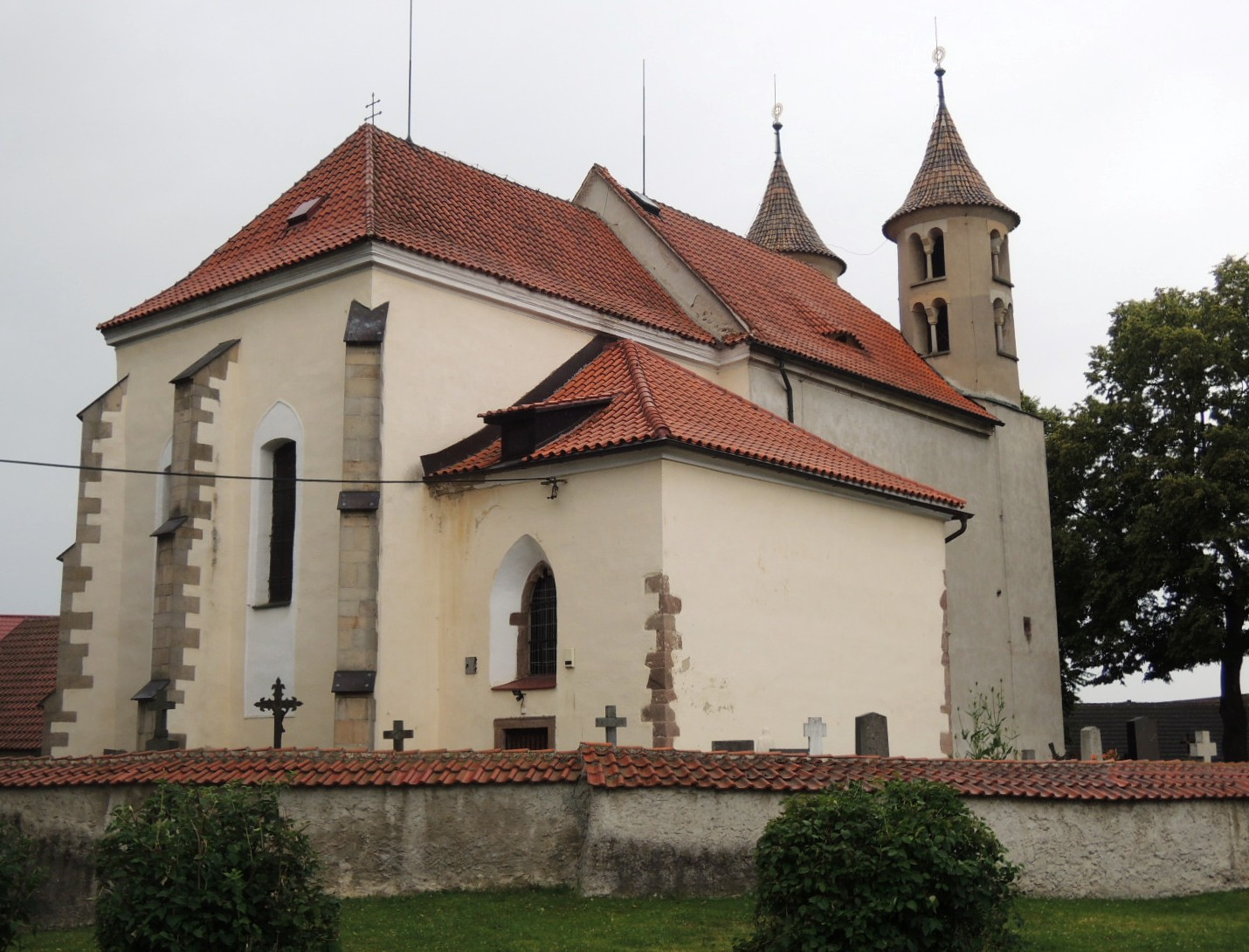
Sint-Bartholomeüskerk (zijaanzicht - 2015)
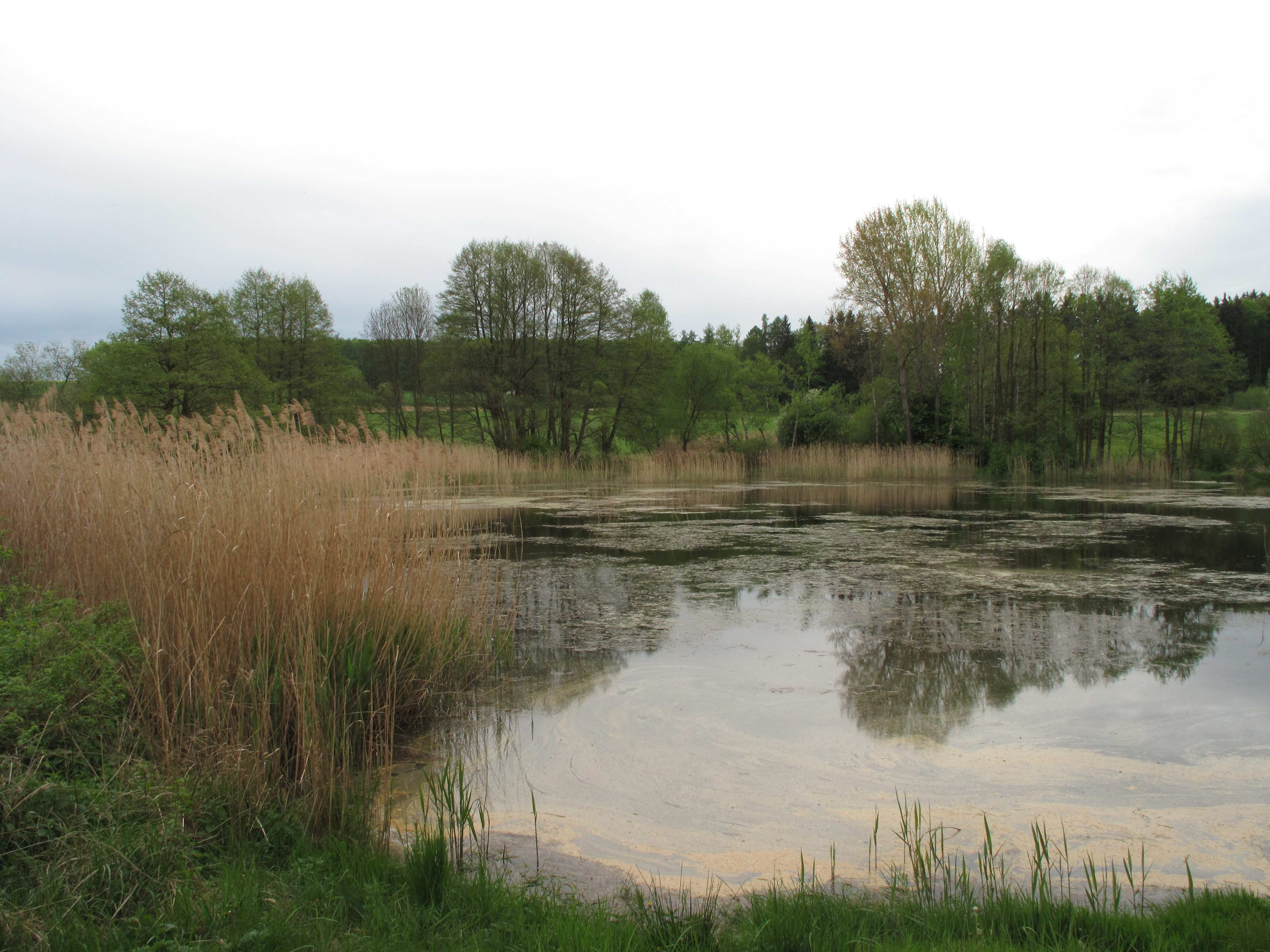
Machlovmeer nabij het dorp (2015)